# Источник права
Исто́чник (фо́рма) пра́ва — способ, с помощью которого закрепляются (находят внешнее выражение) нормы права.
Некоторые учёные отождествляют источник и форму выражения права, другие проводят между ними разницу, определяя источник как явление, порождающее нормы права, а форму выражения — как некий «контейнер норм», не совпадающий по своей сути с источником.
Термин «источник права» также употребляется некоторыми учёными в значении «правовой памятник».
Форма выражения государственной воли, направленной на признание факта существования права, на его формирование или изменение.

## Виды источников права
Самым первым источником права следует считать правовой обычай.
Различают источник права в материальном, идеологическом и формальном (юридическом) смысле. Источником права в материальном смысле являются сами общественные отношения, то есть материальные условия жизни общества, система экономических отношений, существующие в обществе формы собственности и т. п. Источник права в идеологическом смысле — правосознание и правовая культура. При этом имеется в виду как правосознание законодателей, так и правосознание народа, которое оказывает влияние на формирование права. Источник права в формальном (юридическом) смысле — способ закрепления и существования норм права. Также можно говорить об источниках права в историческом и политическом смыслах: в историческом смысле он представляет собой различные памятники права (Законы Ману), а в политическом смысле под источником права понимается государство.
Состав и система источников права, существующих в той или иной стране, определяется историческими особенностями и принадлежностью правовой системы этой страны к той или иной правовой семье (англосаксонской, романо-германской, социалистической и т. д.). Так, в англосаксонской правовой системе в отличие, например, от романо-германской, существенное значение имеют правовые прецеденты (судебные или административные). Нередко при решении судебных споров английскими судами требуется доказательство древних обычаев, существующих в данной местности. В религиозных правовых семьях правовое значение могут иметь богословские доктрины.
В теории выделяются следующие источники права в формальном смысле:
- нормативный правовой акт;
  - основной нормативный правовой акт (в том числе конституция, религиозные тексты);
  - закон;
  - подзаконный нормативный правовой акт;
- нормативный договор (в том числе международные, межправительственные договоры);
- правовой прецедент (судебный или административный прецедент);
- правовой обычай (в том числе урф);
- правовая доктрина (в том числе религиозные догмы, кияс);
- принцип права (в том числе принципы международного права, истислах).

## Исследователи
В России проблемы источников права специально исследовали Марченко Михаил Николаевич, Малько Александр Васильевич, Честнов Илья Львович (с общетеоретических позиций), Колесников Евгений Викторович (с конституционно-правовых позиций), Дорская Александра Андреевна (с историко-правовых позиций), Пряхина Татьяна Михайловна (с конституционно-правовых позиций) и др.